# Xã Hope, Quận LaSalle, Illinois
Xã Hope (tiếng Anh: Hope Township) là một xã thuộc quận LaSalle, tiểu bang Illinois, Hoa Kỳ. Năm 2010, dân số của xã này là 689 người.